# 久里浜少年院
久里浜少年院（くりはましょうねんいん）は、神奈川県横須賀市長瀬にある関東矯正管区所属の少年院である。住所は神奈川県横須賀市長瀬3-12-1。

## 概要
横須賀刑務支所に隣接する。この土地には戦前は海軍対潜学校があった。
少年院の中でも犯罪傾向の進んだ少年を収容するため、少年院経験者が多い。
2015年度は初入院が21%、再入院が79%。定員は185名、2016年度の平均在籍者数87名。
1993年、全国の少年院で初めて国際科を設け、外国籍の少年たちを受け入れている。国際科生は初犯がほとんどであり、日本語によるコミュニケーション能力の不足から日本の社会生活になじめず、ドロップアウトした者が多い。社会から孤立した少年たちの更生のため、日本語教育や、日本で生活するために必要な基本的な生活習慣についての指導も行っている。

## アクセス
- 横須賀線久里浜駅・京急久里浜線京急久里浜駅より約3km、京浜急行バス千代ヶ崎行き「法務省官舎前」下車すぐ。

## 出来事・事件
- 1966年11月23日 - 収容者の1人が仲間からリンチを受けて死亡。その後、被害者の遺族は加害者と国を相手取って損害賠償を求める裁判を行い勝訴。その過程でリンチが日常的に行われていたことが明らかになっている[6]。
- 1978年2月12日 - 少年3人が教官2人を襲ってカギを奪い、他室の4人を誘って逃亡[7]。

## 本院を舞台にした作品[1]
- 邦画「不良少年」（羽仁進監督1961年、岩波映画）
- 小説「冬の旅」（立原正秋作）
- 邦画「あしたのジョー（1970年）」（日活・新国劇映画）
- 漫画「サイボーグ009」（石ノ森章太郎作）
- 邦画「純愛物語」（今井正監督1957年、東映）